# Euthalia medaga
Euthalia medaga är en fjärilsart som beskrevs av Hans Fruhstorfer 1913. Euthalia medaga ingår i släktet Euthalia och familjen praktfjärilar. Inga underarter finns listade i Catalogue of Life.